# Красноармейское сельское поселение (Краснодарский край)
Красноарме́йское сельское поселение — муниципальное образование в составе Ейского района Краснодарского края России. 
В рамках административно-территориального устройства Краснодарского края ему соответствует Красноармейский сельский округ.
Административный центр — посёлок Комсомолец.

## Население
| 2010  | 2012  | 2013  | 2014  | 2015  | 2016  | 2017  |
| ----- | ----- | ----- | ----- | ----- | ----- | ----- |
| 2423  | ↘2422 | ↘2409 | ↗2410 | ↘2406 | ↗2417 | ↗2424 |
| 2018  | 2019  | 2020  | 2021  | 2023  |       |       |
| ↗2447 | ↗2463 | ↗2484 | ↗2485 | ↘2473 |       |       |

## Населённые пункты
В состав сельского поселения (сельского округа) входят 3 населённых пункта:
| № | Населённый пункт | Тип населённого пункта | Население (чел.) |
| - | ---------------- | ---------------------- | ---------------- |
| 1 | Комсомолец       | посёлок                | ↗2033            |
| 2 | Новатор          | хутор                  | ↘81              |
| 3 | Симоновка        | посёлок                | ↗309             |